# Charles Richman
Charles J. Richman (12 de enero de 1865 – 1 de diciembre de 1940) fue un actor teatral y cinematográfico de nacionalidad estadounidense.

## Biografía
Nacido en Chicago, Illinois, Richman se inició como actor teatral, siendo muy activo en el circuito de Broadway, en Nueva York, actuando desde 1896 a 1936 exclusivamente en piezas de teatro convencional, consiguiendo con las mismas un gran éxito y popularidad.
A lo largo de su carrera en el cine, entre 1914 y 1939 actuó en un total de 66 filmes, 28 de ellos mudos.
Charles Richman falleció en la ciudad de Nueva York en 1940.

## Teatro
Obras representadas en Broadway (como actor, salvo mención contraria)
- 1896 : The Countess Gucki, adaptación de Joseph Daly a partir de Franz von Schonthan
- 1899-1900 : Miss Hobbs, de Jerome K. Jerome
- 1900-1901 : A Royal Family, de Robert Marshall, con Richard Bennett y George Irving
- 1900-1901 : Mrs. Dane's Defense, de Henry Arthur Jones, con Guy Standing
- 1901 : Diplomacy, de Victorien Sardou, adaptación con Guy Standing y William Worsley
- 1901 : La importancia de llamarse Ernesto, de Oscar Wilde
- 1901-1902 : The Wilderness, de H.V. Esmond
- 1902 : The Twin Sister, de Ludwig Fulda, adaptación de Louis N. Parker
- 1903 : The Unforeseen, de Robert Marshall
- 1903-1904 : Captain Barrington, de Victor Mapes
- 1905 : La fierecilla domada, de William Shakespeare
- 1906 : Gallops, de David Gray, con Brandon Hurst (+ escenografía)
- 1906-1907 : The Rose of the Rancho, de David Belasco y Richard Walton Tully
- 1908-1909 : The Fighting Hope, de William J. Hurlbut, escenografía de David Belasco, con Blanche Bates
- 1909 : The Revellers, con Ferdinand Gottschalk (+ autor)
- 1910 : A Man's World, de Rachel Crothers
- 1910 : Diplomacy, de Victorien Sardou, adaptación de George Pleydell, con Milton Sills
- 1910-1911 : The Imposter, de Leonard Merrick y Michael Morton
- 1911 : The Lights o' London, de George R. Sims, con Douglas Fairbanks
- 1911-1912 : Bought and Paid For, de George Broadhurst, con Frank Craven
- 1914 : Help wanted, de Jack Lait, con Jessie Ralph y Charles Ruggles
- 1915 : Sinners, de Owen Davis, con Alice Brady, John Cromwell y Emma Dunn
- 1921 : Bought and Paid For, de George Broadhurst, escenografía de John Cromwell
- 1923 : The School for Scandal, de Richard Brinsley Sheridan, con Ethel Barrymore, Etienne Girardot, Walter Hampden, Violet Kemble-Cooper y Grant Mitchell
- 1923 : Home Fires, de Owen Davis
- 1924 : The Best People, de David Gray y Avery Hopwood, con Gavin Muir
- 1925 : The Dagger, de Marian Wightman, con Ralph Morgan
- 1927 : We all do, de Knud Wiberg y Marcel Strauss, con Ann Shoemaker
- 1927 : Love is like that, de S.N. Behrman y Kenyon Nicholson, con Basil Rathbone y Lucile Watson
- 1927 : Ink, de Dana Watterson Greeley
- 1929 : Ladies don't lie, adaptación de Herman Bernstein a partir de Paul Frank, con Spring Byington
- 1931 : In the Best of Families, de Anita Hart y Maurice Braddell
- 1931-1932 : Berlin, de Valentine Williams y Alice Crawford, con Sydney Greenstreet y Helen Vinson
- 1932 : Riddle Me This, de Daniel N. Rubin, escenografía de Frank Craven, con Thomas Mitchell, Erin O'Brien-Moore y Frank Craven
- 1932 : The Girl Outside, de John King Hodges y Samuel Merwin, con Lee Patrick
- 1932-1934 : Biography, de S.N. Behrman, con Ina Claire
- 1934 : Jigsaw, de Dawn Powell, con Spring Byington, Ernest Truex, Helen Westley y Cora Witherspoon
- 1936 : And Stars remain, de Julius J. Epstein y Philip G. Epstein, con Clifton Webb

## Selección de su filmografía
| - 1914 : Back to Broadway, de Ralph Ince - 1916 : The Hero of Submarine D-2, de Paul Scardon - 1917 : The Collie Market, de James Stuart Blackton - 1919 : Everybody's Business, de J. Searle Dawley - 1920 : Half an Hour, de Harley Knoles - 1921 : The Sign on the Door, de Herbert Brenon - 1923 : Has the World gone mad !, de J. Searle Dawley - 1931 : The Struggle, de D. W. Griffith - 1934 : The President vanishes, de William A. Wellman - 1935 : Becky Sharp, de Rouben Mamoulian y Lowell Sherman - 1935 : Biography of a Bachelor Girl, de Edward H. Griffith - 1935 : The Glass Key, de Frank Tuttle | - 1935 : In Old Kentucky, de George Marshall - 1936 : My Marriage, de George Archainbaud - 1936 : The Ex-Mrs. Bradford, de Stephen Roberts - 1937 : The Life of Emile Zola, de William Dieterle - 1937 : Nothing Sacred, de William A. Wellman - 1938 : Las aventuras de Tom Sawyer, de Norman Taurog - 1938 : The Cowboy and the Lady, de Henry C. Potter - 1939 : Devil's Island, de William Clemens - 1939 : Amarga victoria, de Edmund Goulding |